# ピアノ協奏曲第1番 (ショスタコーヴィチ)
ピアノ協奏曲 第1番 ハ短調 作品35は、ディミトリー・ショスタコーヴィチが1933年に作曲した1番目のピアノ協奏曲である。正式名称は『ピアノとトランペット、弦楽合奏のための協奏曲 ハ短調』である。

## 概要
1927年の1月に、ショスタコーヴィチはワルシャワで開催されていたショパン国際ピアノコンクールのソヴィエト代表に選ばれた。ショスタコーヴィチはピアニストとしても成功を収めたいと考えて優勝を望んでいたが、名誉賞しか取れなかった。優勝を逃したショスタコーヴィチは深く落胆し、ピアニストとしての野心に影をさすこととなった。ピアノでの失敗から、ショスタコーヴィチは全てのエネルギーを作曲に集中させることにし、1930年代までにはショパンやプロコフィエフのピアノ協奏曲のソリストとしても活発に活動を続けていたが、ピアニストと作曲家の2つのキャリアを充実した形で両立することは困難であると痛感し、事実上公開の演奏活動を2年間休止した。後に1933年に演奏活動に復帰するにあたって、自身の作品の演奏のみピアニストとしてステージに立つことで問題の解決を図った。
1920年代から1930年代にかけてショスタコーヴィチは、驚異的なスピードと熱心さで作曲を行い、多様で幅広い作品を生み出した。その一例として、ピアノ独奏曲『24の前奏曲』やオペラ『ムツェンスク郡のマクベス夫人』、そしてピアノ協奏曲第1番などが完成されていた。
ピアノ協奏曲第1番は1933年3月6日から7月20日にかけて作曲された。トランペットの独奏パートは当時のレニングラード・フィルハーモニー交響楽団の首席トランペット奏者アレクサンドル・シュミュトの手腕を想定して作曲したといわれている。初演は同年10月15日に、ショスタコーヴィチ自身のピアノ、フリッツ・シュティードリー指揮のレニングラード・フィルハーモニー交響楽団の演奏によって行われた。この初演で、ショスタコーヴィチは作曲家としてもソリストとしても大きな成功を収めた。
作品番号30番台の中では最も人気が高く、現在では演奏会で取り上げられることが多い。

## 自作と他者の引用
自作や他人の作品からの引用が全曲に散りばめられていることが、このピアノ協奏曲を特徴づけている。特に『24の前奏曲』との類似性はテーマ的、または手法や性格的な面で明らかである。この他、劇付随音楽『ハムレット』作品32（1931年 - 1932年）やサーカス・ショウの劇付随音楽『条件付きの死者』（または『殺されたはず』）作品31（1931）、そして終楽章でのトランペットが奏する独奏部は、ドレッセルのオペラ『あわれなコロンブス』への序曲（作品23の1）といった未出版の作品からの引用もあるという。
他の作曲家の作品もほとんどパロディ化して登場している。第1楽章の第1主題はベートーヴェンの『熱情ソナタ』の引用と、ギャロップのフィナーレを支配するのは『失われた小銭への怒り』のモティーフである。これらはピアノのカデンツァで明確に正体を表してくる。さらにコミカルな性格を持っているハイドンの『ピアノ・ソナタ ニ長調 Hob.XVI-37』からの引用句（またはモティーフ）も絡み付いている。そしてオーストリアで広く歌われている民謡『愛しいアウグスティン』とイギリスの民謡『泣きじゃくるジェニー』として知られた歌も引用している。

## 楽曲の特徴
作品全体をシニカルな性格が貫いており、「正しくない調性」への横滑り、特殊奏法の要求やアンバランスな音色による風変わりな楽器法、ロシア音楽に伝統的な歌謡性の否定とリズミカルな楽想への極端な依存によって、当て擦りのような印象がもたらされている（ハ短調という調性は、ラフマニノフの『ピアノ協奏曲第2番』と同じである）。
その題名にもかかわらず、トランペットはしばしば皮肉っぽい合の手を入れ、ピアノの走句のユーモアやウィットを醸し出しているため、必ずしもピアノと対等な独奏楽器（もしくは独立した旋律楽器）であるとは言えない。結果的に古典的な協奏交響曲や二重協奏曲というよりは、伝統的なピアノ協奏曲に近い。

## 楽器編成
独奏楽器
ピアノ
合奏楽器
独奏トランペット（変ロ）、弦5部

## 構成
解釈次第ではあるが、以下の4つ（ないしは3つ）の楽章から構成される。4つの楽章で書かれているが、実際には、いくつかの部分が全てアタッカで続く単一楽章の作品として見なすことができる。演奏時間は約20分。
- 第1楽章 アレグロ・モデラート
- 第2楽章 レント
- 第3楽章 モデラート
- 第4楽章 アレグロ・コン・ブリオ

第3楽章「モデラート」は、独立した楽章というよりは、その短さから、終楽章の導入部と見なしうる。それにもかかわらず、両者は雰囲気が非常に異なることから、たいてい別々の楽章として扱われる。トラック数が3つしかない録音の場合は、“Moderato - Allegro con Brio”のように表記されている。